# 西藏酸蔹藤
西藏酸蔹藤（学名：Ampelocissus xizangensis）为葡萄科酸蔹藤属下的一个种。

## 扩展阅读
- 維基物種上的相關：西藏酸蔹藤